# 中国—新西兰自由贸易协定
《中华人民共和国政府和新西兰政府自由贸易协定》，简称中国—新西兰自由贸易协定，是中華人民共和國與新西蘭的雙邊自由貿易協定，於2008年4月7日簽署。該协定涵盖了货物贸易、服务贸易、投资等领域，還涉及國防、法律、人權、多邊貿易、地區安全等議題，是中国与其他国家签署的第一个全面的自由贸易协定，也是中华人民共和国与发达国家达成的第一个自由贸易协定。該協定也是新西蘭繼1983年與澳洲簽署的澳新更緊密經貿關係協定後最大的貿易協定。新西蘭國會在2008年7月通過該協定，10月1日協定生效，將在未來11年逐步實施，於2019年完全落實。2019年11月，兩國同意升級現有的自由貿易協定。
2022年4月7日，中國與新西蘭自貿協定《升級議定書》正式生效。

## 協定內容
該协定共214条，分为18章，在WTO基础上制定。到2008年10月，37%中华人民共和国出口到新西蘭的產品及35%新西蘭出口到中國大陆的產品將取消进口产品关税。2016年1月1日前，新西兰将取消全部自华进口产品关税；中华人民共和国将在2019年1月1日前取消96%自新西蘭进口产品关税。
根據協定，新西兰将为中医、中餐厨师、中文教师、武术教练、中文导游等5类职业提供800个工作许可，同時允许來自中國的车工、焊工、计算机应用工程师、审计师等20类职业至少1,000個工作名額。

## 反應

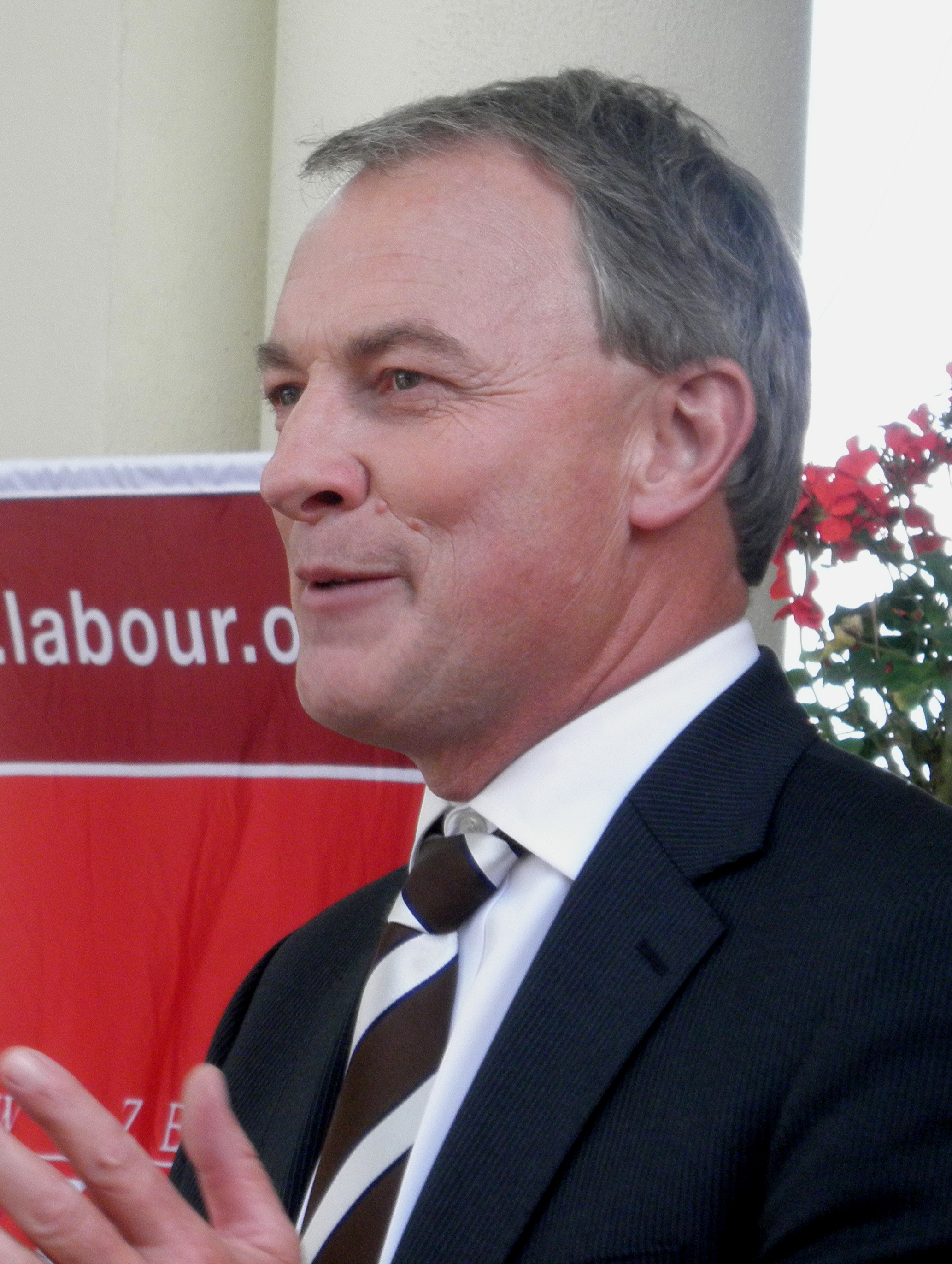
紐西蘭工黨黨魁菲爾·戈夫

新西蘭出口商如乳品公司恒天然和新西蘭海產業議會等對協定表示歡迎。新西蘭貿易公會則反對該協定加入輸入勞工的條文，稱中國大陆勞工可能會被剝削和獲得較低工資。
雖然該協定得到該國最大的兩個政黨新西蘭工黨和新西蘭國家黨的支持，新西兰优先党、新西蘭綠黨和毛利人黨持反對態度，綠黨成員認為協定會影響新西蘭勞工的就業機會。

## 歷史
谈判历时3年。2004年11月19日，新西蘭總理海伦·克拉克與中华人民共和国主席胡錦濤在智利聖地牙哥舉行的APEC會議期間宣布，兩國展開自由貿易協訂的談判。首輪談判於2004年12月舉行。2006年4月，中国国务院总理温家宝访問新西蘭，与克拉克共同确定了1至2年内双方达成自由贸易协定的目标。2007年，胡锦涛和温家宝与克拉克多次会晤，就《協定》進行商討。经过15轮谈判，2007年12月，双方最终就《协定》涉及的所有问题达成一致，於2008月4日由中国商务部部长陈德铭与新西兰贸易部长菲尔·戈夫代表各自政府在北京人民大会堂签署，並将在双方完成相关国内程序后正式生效。
2019年11月，兩國同意升級現有的自由貿易協定。
2021年1月26日，中华人民共和国与新西兰签署《中华人民共和国政府与新西兰政府关于升级〈中华人民共和国政府与新西兰政府自由贸易协定〉的议定书》。升级议定书2022年4月7日正式生效实施。這份中紐F升級議定書主要內容包括，貨物領域新增部分木材和紙製品的市場開放，進一步優化原產地規則、技術性貿易壁壘、海關便利化等貿易規則。在服務貿易領域上，中國進一步擴大在航空、教育、金融、養老、客運等領域上對新西蘭作出開放。另外，新西蘭將增加中國公民申請漢語教師和中文導遊的就業配額，高到300名和200名，即在原有基礎上增加一倍。在投資領域方面，新西蘭放寬中資的審查門檻，確認給予中資與《全面與進步跨太平洋夥伴關係協定》（CPTPP）成員同等的審查門檻待遇。除此之外，中紐雙方還在電子商務、競爭政策、政府採購、環境保護與貿易等領域上承諾強合作，某部分協議內容甚至超出區域全面經濟夥伴協定的要求。

## 參閱
- 中国—新西兰关系

## 外部連結
- 中国—新西兰自由贸易协定網頁，新西兰外交及貿易部